# Куново (община Владичин хан)
Вижте пояснителната страница за други значения на Куново.
Куново  (на сръбски: Куново или Kunovo) е село в Югоизточна Сърбия, Пчински окръг, община Владичин хан.

## Население
Според преброяването на населението от 2011 г. селото има 404 жители.

### Етнически състав
Данните за етническия състав на населението са от преброяването през 2002 г.
- сърби – 531 жители
- неизяснени – 1 жител